# Елдейк
Елдейк (нід. Eldijk) — селище в нідерландській провінції Дренте. Входить до муніципалітету Куворден.
Перша згадка про населений пункт датується 1850-ими роками. Наразі у селищі нараховується близько 10 будинків.